# 12. новембар
12. новембар (12.11.) је 316. дан године по грегоријанском календару (317. у преступној години). До краја године има још 49 дана.

## Догађаји
- 1812 — Након повлачења из Москве, остаци Наполеонових трупа претрпели су тешке губитке на реци Березини.
- 1918 — Проглашена је Прва аустријска република, дан после капитулације Немачке у Првом светском рату и абдикације цара Карла I.
- 1920 — Потписан је Рапалски уговор којим је Краљевина Срба, Хрвата и Словенаца, под притиском Велике Британије и Француске, уступила Италији Истру, Јулијску крајину, Задар и острва Црес, Лошињ, Ластово и Палагружу, касније и Ријеку.
- 1927 — Лав Троцки, једн од лидера „леве опозиције“ унутар партије, искључен је из бољшевичке партије, а Стаљин је постао неприкосновени лидер СССР. Троцки је интерниран у Алма Ату, потом 1929. прогнан из земље, а 1940. по налогу Стаљина убијен у Мексику.
- 1932 — Национал-социјалистичка радничка партија Адолфа Хитлера добила је изборе и преузела власт у Немачкој.
- 1942 — Британска Осма армија генерала Бернарда Монтгомерија је у Другом светском рату заузела Тобрук у Либији и заробила најмање 30.000 немачких и италијанских војника.
- 1944 — У фјорду Тромзо на северу Норвешке савезници су у Другом светском рату потопили "Тирпиц", последњи велики ратни брод нацистичке Немачке.
- 1948 — Јапански суд за ратне злочине осудио је на смрт бившег премијера, генерала Хидекија Тоџоа и још шест јапанских вођа у Другом светском рату.
- 1956 — Београдско позориште „Атеље 212" је у адаптираном делу зграде „Борбе“ извело прву представу, „Фауста“ Јохана Волфганга Гетеа.
- 1969 — Руски писац Александар Солжењицин избачен је из Савеза совјетских писаца због жестоких критика стаљинизма у роману „У првом кругу“. Указом Врховног совјета, најчувенији совјетски дисидент је 1974. протеран из СССР.
- 1970 — У снажном циклону и високим таласима у Источном Пакистану (Бангладеш) живот је изгубило најмање 200.000 људи.
- 1974 — Јужна Африка је суспендована из Генералне скупштине УН због политике апартхејда.
- 1981 — Амерички спејс-шатл „Колумбија“ је други пут полетео у орбиту око Земље, поставши прва свемирска летелица која је употребљена по други пут.
- 1993 — Почиње шаховски турнир у Тилбургу, Холандија.
- 1995 — Потписан је Ердутски споразум којим се територија Сремско-барањске области (део самопрокламоване Републике Српске Крајине) утврђује као део Републике Хрватске. Споразумом је предвиђен једногодишњи период под међународном управом.
- 1998 — Немачки Дајмлер-Бенц се спојио са америчком фирмом Крајслер групом и настао је Дајмлер-Крајслер.
- 1999 — На подручју планине Бајгора, на Косову срушио се авион Светског програма УН за храну типа „АТР-42". У несрећи су погинули сви путници (21) и три члана посаде.
- 2001 — Југословенски вицеадмирал у пензији Миодраг Јокић, оптужен за ратне злочине на подручју Дубровника 1991, добровољно се предао Међународном суду за ратне злочине у Хагу. У оквиру нагодбе са Тужилаштвом Јокић је 27. августа 2003. признао кривицу, а 18. марта 2004. осуђен је на седам година затвора.
- 2001 — У удесу авиона америчке компаније Аирбус-300, који је пао на оближње куће одмах по полетању са њујоршког аеродрома „Џон Ф. Кенеди“, погинуло је свих 260 путника и пет особа које су се нашле на месту несреће.
- 2004 — За председника Румуније изабран је градоначелник Букурешта Трајан Басеску, који је био кандидат опозиционе Алијансе Националне либералне странке и Демократске странке.
- 2012 — Изашао је други албум групе One Direction, под називом Take Me Home.

## Рођења
- 1833 — Александар Бородин, руски композитор и хемичар, један од чланова „Велике петорке“. (прем. 1887)
- 1840 — Огист Роден, француски вајар. (прем. 1917)
- 1859 — Андра Стевановић, српски архитекта, члан Српске краљевске академије, професор Велике школе и Београдског универзитета. (прем. 1929)
- 1866 — Суен Јатсен, кинески револуционар и државник. (прем. 1925)[1]
- 1898 — Леон Штукељ, југословенски гимнастичар словеначког порекла. (прем. 1999)
- 1929 — Грејс Кели, америчка глумица и кнегиња од Монака. (прем. 1982)[2]
- 1933 — Борислав Ивков, српски шахиста. (прем. 2022)
- 1934 — Чарлс Менсон, амерички злочинац и вођа секте. (прем. 2017)
- 1945 — Нил Јанг, канадски музичар.
- 1952 — Јан Кубиш, словачки политичар и дипломата.
- 1954 — Франо Ласић, хрватски глумац и певач.
- 1958 — Меган Мулали, америчка глумица, комичарка и музичарка.
- 1961 — Нађа Команечи, румунска гимнастичарка.[3]
- 1961 — Енцо Франческоли, уругвајски фудбалер.
- 1963 — Сем Лојд, амерички глумац и музичар. (прем. 2020)
- 1968 — Жељко Касап, српски глумац.
- 1972 — Василиос Циартас, грчки фудбалер.
- 1973 — Рада Мичел, аустралијска глумица.
- 1977 — Пол Хенли, аустралијски тенисер.
- 1980 — Рајан Гозлинг, канадски глумац и музичар.[4]
- 1982 — Ен Хатавеј, америчка глумица и певачица.
- 1986 — Ињацио Абате, италијански фудбалер.
- 1988 — Расел Вестбрук, амерички кошаркаш.
- 1992 — Давис Бертанс, летонски кошаркаш.
- 1992 — Алесандро Ђентиле, италијански кошаркаш.
- 1995 — Томас Лемар, француски фудбалер.
- 1995 — Хасан Мартин, амерички кошаркаш.

## Смрти
- 1952 — Александар Лифка, оснивач првог биоскопа у Југославији. (рођ. 1880)
- 1955 — Тин Ујевић, хрватски и југословенски песник. (рођ. 1891)
- 1977 — Ингрид Шуберт, вођа организације Бадер-Мајнхоф.
- 1989 — Долорес Ибарури, шпанска револуционарка. (рођ. 1895)
- 2018 — Стен Ли, амерички стрип сценариста. (рођ. 1922)[5]
- 2020 — Мирко Бабић, српски глумац. (рођ. 1948)

## Празници и дани сећања
- Српска православна црква данас прославља
  - Свети краљ Милутин
  - преподобни Теоктист и Јелена
  - свети Варнава Исповед. епископ Хвостански
  - Свети апостоли Клеопа, Тертије, Марко, Јуст и Артема
  - Свети Драгутин, краљ Српски;